# Sphaeropsocopsis argentina
Sphaeropsocopsis argentina är en insektsart som först beskrevs av André Badonnel 1962.  Sphaeropsocopsis argentina ingår i släktet Sphaeropsocopsis och familjen skölddammlöss. Inga underarter finns listade i Catalogue of Life.